# Toshirō Sakai
Toshirō Sakai (坂井 利郎?, Sakai Toshirō; Tokyo, 23 novembre 1947) è un ex tennista giapponese.

## Carriera
In carriera ha vinto un titolo nel singolare, il Japan Open Tennis Championships nel 1972. Nei tornei del Grande Slam ha ottenuto il suo miglior risultato raggiungendo i quarti di finale di doppio all'Open di Francia nel 1974, in coppia con il connazionale Kenichi Hirai.
In Coppa Davis ha disputato un totale di 37 partite, collezionando 20 vittorie e 17 sconfitte.

## Statistiche

### Singolare

#### Vittorie (1)
| Numero | Anno            | Torneo                                 | Superficie | Avversario in finale | Punteggio |
| 1.     | 22 ottobre 1972 | Japan Open Tennis Championships, Tokyo | Cemento    | Jun Kuki             | 6-3, 6-3  |

### Singolare

#### Finali perse (1)
| Numero | Anno            | Torneo           | Superficie | Avversario in finale | Punteggio |
| 1.     | 13 ottobre 1973 | ATP Osaka, Osaka | Cemento    | Ken Rosewall         | 2-6, 4-6  |

### Doppio

#### Finali perse (1)
| Numero | Anno           | Torneo                            | Superficie  | Compagno      | Avversari in finale   | Punteggio |
| 1.     | 15 luglio 1974 | Düsseldorf Grand Prix, Düsseldorf | Terra rossa | Kenichi Hirai | Jiří Hřebec Jan Kodeš | 1-6, 4-6  |